# ジュルエナ川

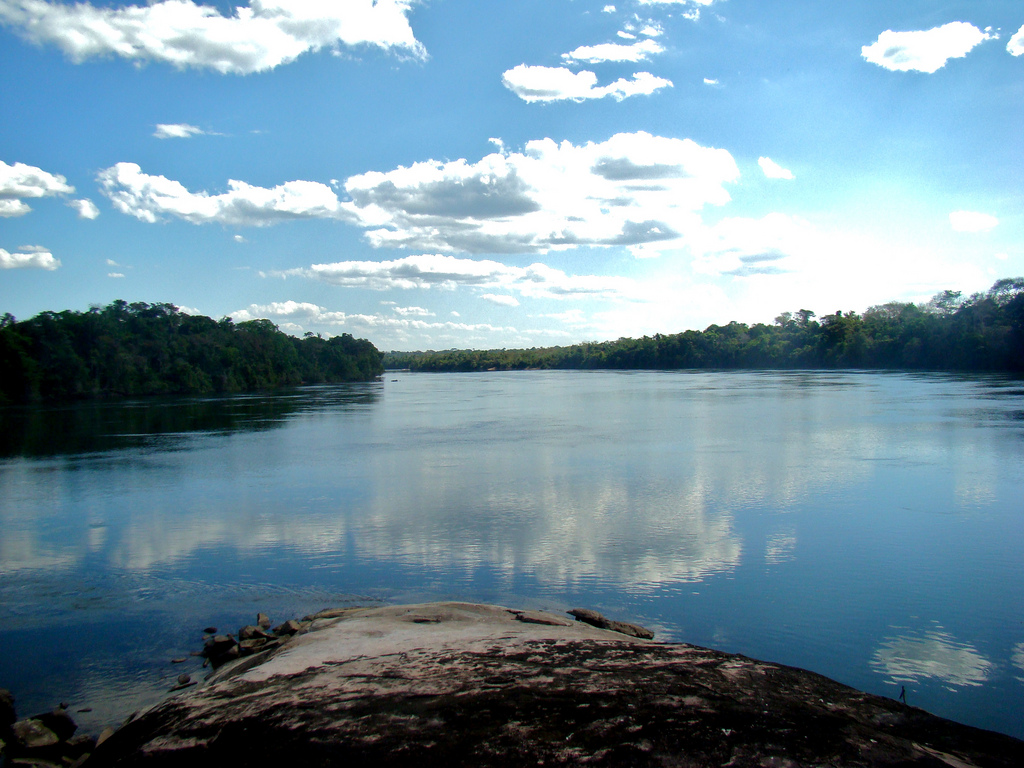
ジュルエナ川

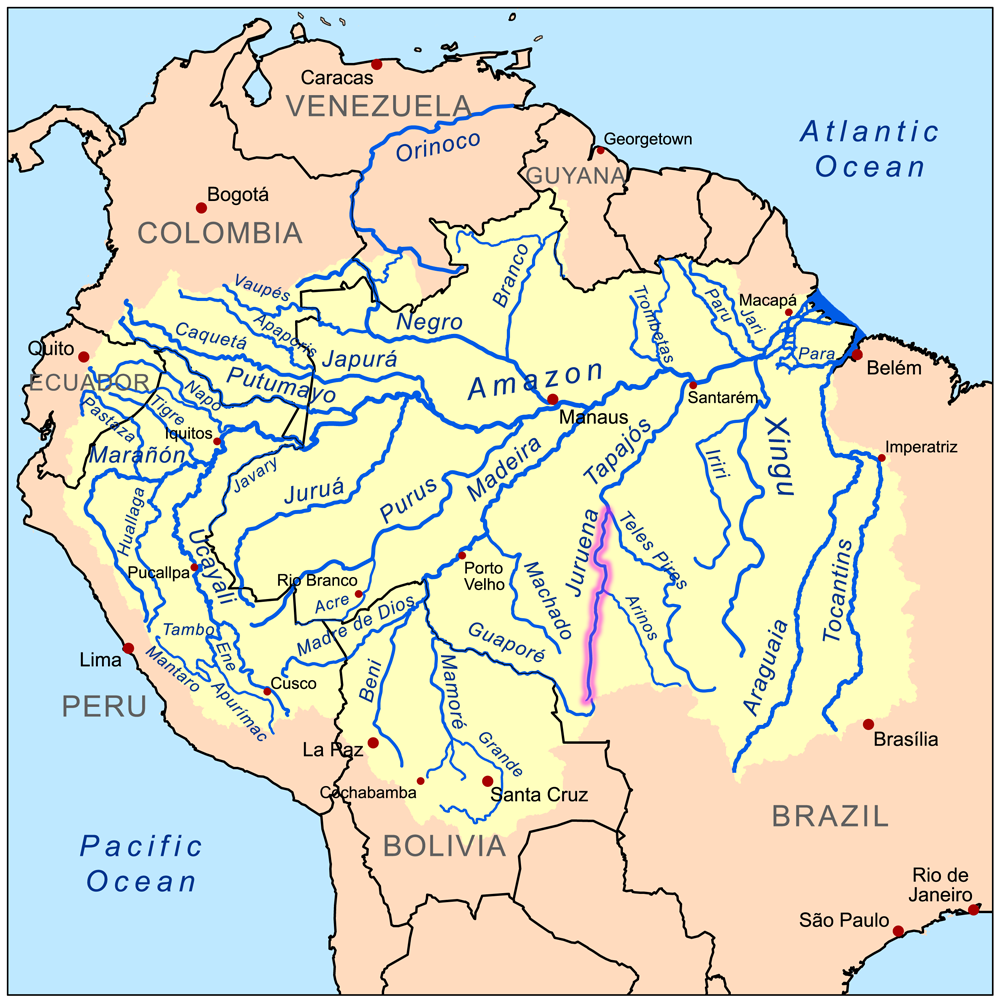
ジュルエナ川（桃）の流路図

ジュルエナ川 (ジュルエナがわ、Juruena) は、ブラジル中西部のマットグロッソ州にある全長1240kmの川。最も下流の190kmの区間は、マットグロッソ州とアマソナス州の州境となっている。最終的にはテレス・ピレス川と合流して、アマゾン川有数の支流であるタパジョス川となる。流れのなかにはサルト・アウグストの滝がある。2006年6月5日、1.9万平方kmの区域がジュルエナ国立公園として指定された。